# Vuelta a Andalucía 2023
69. ročník etapového cyklistického závodu Vuelta a Andalucía se konal mezi 15. a 19. únorem 2023 ve španělské autonomní oblasti Andalusie. Celkovým vítězem se stal Slovinec Tadej Pogačar z týmu UAE Team Emirates. Na druhém a třetím místě se umístili Španěl Mikel Landa a Kolumbijec Santiago Buitrago (oba Team Bahrain Victorious). Závod byl součástí UCI ProSeries 2023 na úrovni 2.Pro.

## Týmy
Závodu se zúčastnilo 8 z 18 UCI WorldTeamů a 9 UCI ProTeamů. Všechny týmy nastoupily na start se sedmi závodníky, závod tak odstartovalo 119 jezdců. Do cíle v Alhaurín de la Torre dojelo 92 z nich.
UCI WorldTeamy
- Alpecin–Deceuninck
- Astana Qazaqstan Team
- Ineos Grenadiers
- Intermarché–Circus–Wanty
- Movistar Team
- Team Bahrain Victorious
- Team Jayco–AlUla
- UAE Team Emirates

UCI ProTeamy
- Burgos BH
- Caja Rural–Seguros RGA
- Eolo–Kometa
- Equipo Kern Pharma
- Euskaltel–Euskadi
- Israel–Premier Tech
- Lotto–Dstny
- Team Flanders–Baloise
- Team TotalEnergies

## Trasa a etapy
| Etapa         | Datum         | Trasa                                      | Vzdálenost | Typ      | Typ            | Vítěz               |
| ------------- | ------------- | ------------------------------------------ | ---------- | -------- | -------------- | ------------------- |
| 1             | 15. února     | Puente de Génave – Santiago de la Espada   | 179 km     |          | Horská etapa   | Tadej Pogačar (SLO) |
| 2             | 16. února     | Diezma – Alcalá la Real                    | 156,1 km   |          | Horská etapa   | Tadej Pogačar (SLO) |
| 3             | 17. února     | Alcalá de Guadaíra – Alcalá de los Gazules | 161 km     |          | Rovinatá etapa | Tim Wellens (BEL)   |
| 4             | 18. února     | Olvera – Iznájar                           | 164,8 km   |          | Zvlněná etapa  | Tadej Pogačar (SLO) |
| 5             | 19. února     | Otura – Alhaurín de la Torre               | 184,3 km   |          | Zvlněná etapa  | Omar Fraile (ESP)   |
| Celková délka | Celková délka | Celková délka                              | 845,2 km   | 845,2 km | 845,2 km       | 845,2 km            |

## Průběžné pořadí
| Etapa          | Vítěz          | Celkové pořadí | Bodovací soutěž | Vrchařská soutěž | Sprinterská soutěž | Soutěž andaluských jezdců | Soutěž španělských jezdců | Kombinovaná soutěž | Soutěž týmů             |
| -------------- | -------------- | -------------- | --------------- | ---------------- | ------------------ | ------------------------- | ------------------------- | ------------------ | ----------------------- |
| 1              | Tadej Pogačar  | Tadej Pogačar  | Tadej Pogačar   | Gotzon Martín    | Aaron Van Poucke   | Carlos Rodríguez          | Mikel Landa               | Tadej Pogačar      | Team Bahrain Victorious |
| 2              | Tadej Pogačar  | Tadej Pogačar  | Tadej Pogačar   | Gotzon Martín    | Aaron Van Poucke   | Carlos Rodríguez          | Mikel Landa               | Tadej Pogačar      | Team Bahrain Victorious |
| 3              | Tim Wellens    | Tadej Pogačar  | Tadej Pogačar   | Gotzon Martín    | Aaron Van Poucke   | Carlos Rodríguez          | Mikel Landa               | Tadej Pogačar      | Ineos Grenadiers        |
| 4              | Tadej Pogačar  | Tadej Pogačar  | Tadej Pogačar   | Gotzon Martín    | Aaron Van Poucke   | Carlos Rodríguez          | Mikel Landa               | Tadej Pogačar      | Ineos Grenadiers        |
| 5              | Omar Fraile    | Tadej Pogačar  | Tadej Pogačar   | Gotzon Martín    | Aaron Van Poucke   | Carlos Rodríguez          | Mikel Landa               | Tadej Pogačar      | Ineos Grenadiers        |
| Konečné pořadí | Konečné pořadí | Tadej Pogačar  | Tadej Pogačar   | Gotzon Martín    | Aaron Van Poucke   | Carlos Rodríguez          | Mikel Landa               | Tadej Pogačar      | Ineos Grenadiers        |

- V etapách 2 – 5 nosil Mikel Landa, jenž byl druhý v bodovací soutěži, zelený dres, protože lídr této klasifikace Tadej Pogačar nosil žlutý dres vedoucího závodníka celkového pořadí.

## Konečné pořadí
| Legenda | Legenda                            | Legenda | Legenda                                   |
| ------- | ---------------------------------- | ------- | ----------------------------------------- |
|         | Označuje lídra celkového pořadí    |         | Označuje lídra vrchařské soutěže          |
|         | Označuje lídra bodovací soutěže    |         | Označuje lídra soutěže andaluských jezdců |
|         | Označuje lídra sprinterské soutěže |         |                                           |

### Celkové pořadí
| Pořadí | Jezdec                   | Tým                      | Čas         |
| ------ | ------------------------ | ------------------------ | ----------- |
| 1      | Tadej Pogačar (SLO)      | UAE Team Emirates        | 21h 05' 02" |
| 2      | Mikel Landa (ESP)        | Team Bahrain Victorious  | + 1' 18"    |
| 3      | Santiago Buitrago (COL)  | Team Bahrain Victorious  | + 1' 23"    |
| 4      | Carlos Rodríguez (ESP)   | Ineos Grenadiers         | + 1' 39"    |
| 5      | Enric Mas (ESP)          | Movistar Team            | + 2' 02"    |
| 6      | Tao Geoghegan Hart (GBR) | Ineos Grenadiers         | + 2' 47"    |
| 7      | Damiano Caruso (ITA)     | Team Bahrain Victorious  | + 3' 05"    |
| 8      | Lorenzo Rota (ITA)       | Intermarché–Circus–Wanty | + 3' 23"    |
| 9      | Andreas Kron (DEN)       | Lotto–Dstny              | + 3' 40"    |
| 10     | Pavel Sivakov (FRA)      | Ineos Grenadiers         | + 3' 57"    |

### Bodovací soutěž
| Pořadí | Jezdec                   | Tým                      | Body |
| ------ | ------------------------ | ------------------------ | ---- |
| 1      | Tadej Pogačar (SLO)      | UAE Team Emirates        | 77   |
| 2      | Mikel Landa (ESP)        | Team Bahrain Victorious  | 48   |
| 3      | Enric Mas (ESP)          | Movistar Team            | 48   |
| 4      | Santiago Buitrago (COL)  | Team Bahrain Victorious  | 42   |
| 5      | Carlos Rodríguez (ESP)   | Ineos Grenadiers         | 34   |
| 6      | Lorenzo Rota (ITA)       | Intermarché–Circus–Wanty | 32   |
| 7      | Damiano Caruso (ITA)     | Team Bahrain Victorious  | 31   |
| 8      | Tim Wellens (BEL)        | UAE Team Emirates        | 29   |
| 9      | Tao Geoghegan Hart (GBR) | Ineos Grenadiers         | 29   |
| 10     | Omar Fraile (ESP)        | Ineos Grenadiers         | 25   |

### Vrchařská soutěž
| Pořadí | Jezdec                 | Tým                     | Body |
| ------ | ---------------------- | ----------------------- | ---- |
| 1      | Gotzon Martín (ESP)    | Euskaltel–Euskadi       | 26   |
| 2      | Alex Martín (ESP)      | Eolo–Kometa             | 18   |
| 3      | Dries De Bondt (BEL)   | Alpecin–Deceuninck      | 16   |
| 4      | Tadej Pogačar (SLO)    | UAE Team Emirates       | 15   |
| 5      | Clément Alleno (FRA)   | Burgos BH               | 10   |
| 6      | Pavel Sivakov (FRA)    | Ineos Grenadiers        | 9    |
| 7      | Mikel Landa (ESP)      | Team Bahrain Victorious | 9    |
| 8      | Omar Fraile (ESP)      | Ineos Grenadiers        | 8    |
| 9      | Dries Van Gestel (BEL) | Team TotalEnergies      | 8    |
| 10     | Pascal Eenkhoorn (NED) | Lotto–Dstny             | 7    |

### Sprinterská soutěž
| Pořadí | Jezdec                         | Tým                    | Body |
| ------ | ------------------------------ | ---------------------- | ---- |
| 1      | Aaron Van Poucke (BEL)         | Team Flanders–Baloise  | 9    |
| 2      | Vincent Van Hemelen (BEL)      | Team Flanders–Baloise  | 3    |
| 3      | Edvald Boasson Hagen (NOR)     | Team TotalEnergies     | 3    |
| 4      | Alex Martín (ESP)              | Eolo–Kometa            | 3    |
| 5      | Dries Van Gestel (BEL)         | Team TotalEnergies     | 2    |
| 6      | Pavel Sivakov (FRA)            | Ineos Grenadiers       | 2    |
| 7      | Nelson Oliveira (ESP)          | Movistar Team          | 2    |
| 8      | Clément Alleno (FRA)           | Burgos BH              | 2    |
| 9      | Erik Fetter (HUN)              | Eolo–Kometa            | 1    |
| 10     | Jefferson Alveiro Cepeda (ECU) | Caja Rural–Seguros RGA | 1    |

### Soutěž andaluských jezdců
| Pořadí | Jezdec                 | Tým               | Čas         |
| ------ | ---------------------- | ----------------- | ----------- |
| 1      | Carlos Rodríguez (ESP) | Ineos Grenadiers  | 21h 06' 41" |
| 2      | José Manuel Díaz (ESP) | Burgos BH         | + 4' 46"    |
| 3      | Luis Ángel Maté (ESP)  | Euskaltel–Euskadi | + 19' 46"   |

### Soutěž španělských jezdců
| Pořadí | Jezdec                  | Tým                     | Čas         |
| ------ | ----------------------- | ----------------------- | ----------- |
| 1      | Mikel Landa (ESP)       | Team Bahrain Victorious | 21h 06' 20" |
| 2      | Carlos Rodríguez (ESP)  | Ineos Grenadiers        | + 21"       |
| 3      | Enric Mas (ESP)         | Movistar Team           | + 44"       |
| 4      | José Manuel Díaz (ESP)  | Burgos BH               | + 5' 07"    |
| 5      | Gorka Izagirre (ESP)    | Movistar Team           | + 5' 30"    |
| 6      | Luis León Sánchez (ESP) | Astana Qazaqstan Team   | + 9' 55"    |
| 7      | Jon Agirre (ESP)        | Equipo Kern Pharma      | + 14' 46"   |
| 8      | Igor Arrieta (ESP)      | Equipo Kern Pharma      | + 16' 18"   |
| 9      | Joan Bou (ESP)          | Euskaltel–Euskadi       | + 17' 15"   |
| 10     | Fernando Tercero (ESP)  | Eolo–Kometa             | + 17' 39"   |

### Kombinovaná soutěž
| Pořadí | Jezdec                   | Tým                      | Body |
| ------ | ------------------------ | ------------------------ | ---- |
| 1      | Tadej Pogačar (SLO)      | UAE Team Emirates        | 6    |
| 2      | Mikel Landa (ESP)        | Team Bahrain Victorious  | 11   |
| 3      | Carlos Rodríguez (ESP)   | Ineos Grenadiers         | 21   |
| 4      | Santiago Buitrago (COL)  | Team Bahrain Victorious  | 24   |
| 5      | Lorenzo Rota (ITA)       | Intermarché–Circus–Wanty | 25   |
| 6      | Enric Mas (ESP)          | Movistar Team            | 26   |
| 7      | Pavel Sivakov (FRA)      | Ineos Grenadiers         | 31   |
| 8      | Tao Geoghegan Hart (GBR) | Ineos Grenadiers         | 46   |
| 9      | Tim Wellens (BEL)        | UAE Team Emirates        | 49   |
| 10     | Omar Fraile (ESP)        | Ineos Grenadiers         | 54   |

### Soutěž týmů
| Pořadí | Tým                      | Čas         |
| ------ | ------------------------ | ----------- |
| 1      | Ineos Grenadiers         | 63h 15' 54" |
| 2      | Team Bahrain Victorious  | + 43"       |
| 3      | UAE Team Emirates        | + 9' 57"    |
| 4      | Movistar Team            | + 14' 41"   |
| 5      | Team Jayco–AlUla         | + 19' 59"   |
| 6      | Intermarché–Circus–Wanty | + 32' 40"   |
| 7      | Burgos BH                | + 34' 48"   |
| 8      | Eolo–Kometa              | + 38' 55"   |
| 9      | Israel–Premier Tech      | + 46' 35"   |
| 10     | Lotto–Dstny              | + 51' 06"   |